# Werner Günzel
Werner Günzel (* 4. Mai 1934; † 9. Dezember 2020) war ein deutscher Sportdidaktiker und Hochschullehrer.

## Leben
Günzel war ab 1962 an der Pädagogischen Hochschule Bayreuth (1975 in der Universität Bayreuth aufgegangen) als Hochschullehrer tätig, zunächst als Lehrkraft, dann als Akademischer Rat und Oberrat. 1975 gab er in erster Auflage das „Taschenbuch des Sportunterrichts“ heraus. 1976 war er an der Gründung der Deutschen Vereinigung für Sportwissenschaft beteiligt.
Ab September 1980 hatte Günzel an der Universität Bayreuth eine Professorenstelle für Sportdidaktik inne. Zwischen 1984 und 1986 war er an der Hochschule Dekan der Kulturwissenschaftlichen Fakultät. Günzel trat 1999 in den Ruhestand über, führte aber noch bis 2005 Lehraufträge aus.
Schwerpunkte seiner wissenschaftlichen Arbeit waren unter anderem der Sportunterricht, der Themenbereich Erziehung und Sport, die Spielvermittlung und -durchführung sowie die Aus- und Fortbildung von Lehrkräften.